# Budapester Rundschau
Die Budapester Rundschau war eine deutschsprachige Wochenzeitung in Ungarn, die von 1967 bis 1992 erschien.
Die Wochenzeitung wurde 1967 gegründet und erschien bei Lapkiadó Vállalat in der ungarischen Hauptstadt Budapest. Ziel der Zeitung war, über das politische, wirtschaftliche und kulturelle Geschehen in Ungarn in deutscher Sprache zu informieren. Der Chefredakteur zur Gründungszeit war Ferenc Paál. In der ersten Ausgabe der Zeitung gab es die Übersetzung einer Kurzgeschichte von Andor Endre Gelléri mit einer Rezension von Tibor Barabás; Béla Mátrai Betegh, Zoltán Paulinyi und Tamás Ungvári berichteten über das Theatergeschehen in Budapest; György Walkó schrieb über die Aktivitäten der Internationalen Lenau-Gesellschaft; András Kovács befasste sich mit aktuellen Problemen im Bereich des Films und Antal Ribáry und Tamás Blum stellten neue ungarische Opern vor. Nachdem Ferenc Pál gestorben war, übernahm im Januar 1970 Péter Baló für vier Jahre die Stelle des Chefredakteurs. Sein Nachfolger wurde im August 1974 János Nemes. Nach dem Systemwechsel in Ungarn geriet die Zeitung in finanzielle Schwierigkeiten und war auf Subventionen angewiesen. 1991 erhielt die Zeitung einen staatlichen Zuschuss in Höhe von 12 Millionen Forint. Als die Zuschüsse aufgrund politischer Entscheidungen wegfielen, wurde das Erscheinen der Wochenzeitung nach 25 Jahren im Jahr 1992 eingestellt.